# T10 (Zwitserland)
De Nationalstrasse N6M (T10 tot 2019) is met een totale lengte van 3,6 km de kortste autosnelweg van Zwitserland. De weg dient als toevoersnelweg naar de A6, en loopt van de A6 bij Muri naar Rüfenacht. De weg als zodanig heeft de kenmerken van een autosnelweg. Voor deze weg was tot 2019 geen tolvignet verplicht.